# کشاورز (فیلم ۲۰۰۹)
کشاورز (به هندی: Kisaan) فیلمی محصول سال ۲۰۰۹ و به کارگردانی پونیت سیرا است. در این فیلم بازیگرانی همچون جکی شروف، سهیل خان، ارباز خان، دیا میرزا، نائوهد سیروسی، دالیپ تاهیل ایفای نقش کرده‌اند.